# عبد الله بن الحارث بن عبد المطلب
عبد الله بن الحارث بن عبد المطلب، كان اسمه عبد شمس بن الحارث، صحابي، وابن عم رسول الله ، وأمه غزية بنت قيس بن طريف، ولا عقب له، كان اسمه عبدَ شمس فسماه رسول الله عبد الله، وقال الدارقطني في كتاب الإخوة: لا عقب له، ولا رواية، وكذا قال قبله شيخه البغوي.
روى إسحاق بن الفضل عن أشياخه: أن عبد شمس بن الحارث بن عبد المطلب خرج من مكة قبل الفتح مهاجرًا إلى رسول الله ﷺ، مسلمًا فقدم على رسول الله ﷺ، فسماه عبد الله، وخرج مع رسول الله في بعض مغازيه، فمات بالصفراء، فدفنه النبي ﷺ، في قميصه، يعني قميص النبي ﷺ، وقد قال النبي ﷺ: «سعيدٌ أدركَتــْه السعادة».